# Jiří Kopta
Jiří Kopta (30. června 1961 Vejprty – 5. srpen 2013 Vejprty) byl český divadelní herec.
Po absolvování pražské Státní konzervatoře v roce 1980 působil v Západočeském divadle v Chebu (1981–1983). Krátce působil i v Divadle pracujících v Mostě, ale pak se vrátil do Chebu (1991–2002).
Jeho nejslavnější rolí však byla postava obtloustlého kuchaře Honzy v televizním seriálu Chlapci a chlapi.
Divadlo v Chebu opustil, aby se mohl starat o nemocného otce. Po ukončení angažmá v chebském divadle a návratu do rodných Vejprt byl ještě osloven zakladatelkou místního amatérského divadelního spolku Šťastnou, ale Jiří Kopta její prosbu odmítl a s herectvím definitivně skončil. Od roku 2008 působil ve Vejprtech jako terénní pracovník.
Zemřel 5. srpna 2013, kdy byl nalezen ve svém domě ve Vejprtech.

## Filmografie
- 1988 Chlapci a chlapi
- 1984 Poslední mejdan
- 1983 Fandy, ó Fandy
- 1981 Láska na druhý pohled